# (31210) 1998 BX7
1998 بي أكس 7 (ويعرف أيضًا باسم (31210) 1998 بي أكس 7 وفق تسمية الكوكب الصغير) (بالإنجليزية: 1998 BX7)‏ هو كويكب ضمن حزام الكويكبات؛ وترتيبه 31210 من حيث الاكتشاف.
اكتُشف هذا الجُرم الفلكي بواسطة تعقب الأجرام القريبة من الأرض في 24 يناير 1998.

## وصلات خارجية
- (31210) 1998 BX7 في قاعدة بيانات مختبر الدفع النفاث لأجرام النظام الشمسي الصغيرة

- الاكتشاف · مخطط المدار ·  العناصر المدارية · المعلمات المادية

- (31210) 1998 BX7 على موقع ويكي سكاي: DSS2, SDSS, GALEX, IRAS, Hydrogen α, X-Ray, Astrophoto, Sky Map, Articles and images